# Chrysolina didymata
Chrysolina didymata is een keversoort uit de familie bladkevers (Chrysomelidae). De wetenschappelijke naam van de soort werd in 1791 gepubliceerd door Scriba.